# 배미향의 저녁스케치
배미향의 저녁스케치는 대한민국 기독교방송의 라디오 채널 CBS 음악FM에서 매일 저녁 6시부터 저녁 8시까지 방송되는 팝 음악 전문 라디오 프로그램이다. 주로 1960년대부터 2000년대까지 추억의 팝 음악을 들려주며, 기독교방송의 배미향 프로듀서가 제작과 진행을 겸하고 있다. 수도권에서는 초단파 93.9MHz, 부산광역시에서는 초단파 102.1MHz, 서부산에서는 초단파 105.3MHz, 대구광역시 전지역, 경산, 구미, 칠곡, 성주, 고령 등 경상북도 일부 지역에서는 초단파 97.1MHz, 광주광역시 전지역, 나주, 담양, 장성 등 전라남도 일부 지역에서는 초단파 98.1MHz, 강원특별자치도, 충청남북도, 전북특별자치도, 제주특별자치도 등의 지방과 해외에서는 CBS 인터넷 라디오 레인보우로 청취할 수 있다.

## 역사
1995년 12월 15일 CBS 음악FM 개국과 함께 《저녁스케치 939》라는 제목으로 방송을 시작했으나, 2011년 2월 21일 부산CBS 음악FM의 개국과 2017년 12월 1일 대구CBS 음악FM의 개국, 그리고 2019년 1월 9일 광주CBS 음악FM의 개국으로 수도권 지역 주파수를 상징하는 "939"라는 숫자를 빼고 "저녁스케치"로 제목을 변경하여 오늘에 이르고 있다. 많은 DJ들이 거쳤으며 최근 들어서 진행하고 있는 배미향 PD는 2000년 5월 1일부터 현재까지 진행하고 있다.

## 코너

### 매일 코너
- 1부 - 내 삶의 길목에서
- 2부 - 길에게 길을 묻다

### 요일별 코너
- 월요일 - 주제가 있는 음악
  - 매주 월요일 한 가지의 주제를 정하여 이야기를 나누는 코너
- 화요일 - 내 마음의 한줄
  - 마음에 남는 명언, 책 속의 한줄을 들려주는 코너
- 목요일 - 내가 사랑한 노래들
  - 청취자가 노래 3곡을 신청하여 들려주는 코너
- 금요일 - 팝송퀴즈
  - 노래 3곡을 듣고 정답을 맞히는 코너 (가수명, 3곡의 노래 제목에 공통으로 들어가는 단어, 영화 제목, 음악 그룹) (당첨자 10명 - 화과자)
- 토요일 - 영화 속의 팝
  - 영화음악을 들려주는 코너
- 일요일 - 사연과 신청곡

## 같이 보기
- CBS 음악FM

| CBS 음악FM          |                     |                      |
| 이전                | 배미향의 저녁스케치 | 다음                 |
| 박승화의 가요속으로 | 배미향의 저녁스케치 | 김현주의 행복한 동행 |
| 오후 4시 ~ 저녁 6시 | 저녁 6시 ~ 저녁 8시 | 저녁 8시 ~ 밤 10시   |
|                     |                     |                      |

| 부산CBS 음악FM      |                     |                      |
| 이전                | 배미향의 저녁스케치 | 다음                 |
| 박승화의 가요속으로 | 배미향의 저녁스케치 | 김현주의 행복한 동행 |
| 오후 4시 ~ 저녁 6시 | 저녁 6시 ~ 저녁 8시 | 저녁 8시 ~ 밤 10시   |
|                     |                     |                      |

| 대구CBS 음악FM      |                     |                      |
| 이전                | 배미향의 저녁스케치 | 다음                 |
| 박승화의 가요속으로 | 배미향의 저녁스케치 | 김현주의 행복한 동행 |
| 오후 4시 ~ 저녁 6시 | 저녁 6시 ~ 저녁 8시 | 저녁 8시 ~ 밤 10시   |
|                     |                     |                      |

| 광주CBS 음악FM      |                     |                      |
| 이전                | 배미향의 저녁스케치 | 다음                 |
| 박승화의 가요속으로 | 배미향의 저녁스케치 | 김현주의 행복한 동행 |
| 오후 4시 ~ 저녁 6시 | 저녁 6시 ~ 저녁 8시 | 저녁 8시 ~ 밤 10시   |
|                     |                     |                      |